# Lac Melkoïe
Le lac Melkoïe (en russe : Ме́лкое озеро) est un lac du kraï de Krasnoïarsk, en Russie. Il est situé dans le bassin du fleuve Piassina, à 25 km à l'est de la ville de Norilsk. 
Le lac couvre une superficie de 270 km2, avec une profondeur moyenne de 4 m et une profondeur maximale de 22 m. 